# エゾノミツモトソウ
エゾノミツモトソウ（蝦夷水源草、Potentilla norvegica）は、バラ科・バラ亜科・キジムシロ属の一年草もしくは二年草の一種。

## 分布
ヨーロッパを原産地とする。北アメリカ、ニュージーランド、日本で野生化が確認されており、帰化植物となっている。日本では北海道の個体群は在来種と考えられていた時期もあった。

## 特徴
草丈は80cmほどまで成長する。基本的に茎には褐色の剛毛があるが、ないものもいる。夏ごろに直径1cm程度の黄色い花をつける。
日本の在来種であるミツモトソウに似るが、茎下部にある葉が3出複葉ではなく、5小葉となる。